# ديفيد برابن
ديفيد برابن (بالإنجليزية: David Braben)‏ مواليد 2 يناير 1964 في نوتنغهام، المملكة المتحدة، هو مبرمج حاسوب بريطاني وهو المؤسس والمدير التنفيذي لشركة فرونتير ديفلوبمنتس. وهو كاتب لعبة إليت التي صدرت في أوائل الثمانينات.